# Reggiolo
Reggiolo est une commune italienne de la province de Reggio d'Émilie dans la région Émilie-Romagne en Italie.

## Administration
| Période                                  | Période | Identité | Étiquette | Qualité |
| ---------------------------------------- | ------- | -------- | --------- | ------- |
|                                          |         |          |           |         |
| Les données manquantes sont à compléter. |         |          |           |         |

### Hameaux
Brugneto, Villanova

### Communes limitrophes
Campagnola Emilia, Fabbrico, Gonzaga, Guastalla, Luzzara, Moglia, Novellara, Rolo

### Célébrités
L'entraîneur de football Carlo Ancelotti est originaire de Reggiolo.